# Malky Mackay
Malcolm George (Malky) Mackay (Bellshill, 19 februari 1972) is een Schots voetbaltrainer en voormalig voetballer. Hij werd in november 2014 aangesteld als coach van Wigan Athletic, op dat moment actief in de Championship, nadat hij eerder Cardiff City naar de Premier League had geleid. In april 2015 werd hij ontslagen na tegenvallende resultaten.

## Interlandcarrière
Mackay debuteerde op 28 april 2004 in het Schots voetbalelftal, in een vriendschappelijke wedstrijd tegen Denemarken (1–0 verlies). Hij speelde in totaal vijf interlands.
| Interlands van Malcolm George Mackay voor Schotland | Interlands van Malcolm George Mackay voor Schotland | Interlands van Malcolm George Mackay voor Schotland | Interlands van Malcolm George Mackay voor Schotland | Interlands van Malcolm George Mackay voor Schotland | Interlands van Malcolm George Mackay voor Schotland |
| №                                                   | Datum                                               | Wedstrijd                                           | Uitslag                                             | Soort Wedstrijd                                     | Doelpunten                                          |
| Als speler bij Norwich City FC                      | Als speler bij Norwich City FC                      | Als speler bij Norwich City FC                      | Als speler bij Norwich City FC                      | Als speler bij Norwich City FC                      | Als speler bij Norwich City FC                      |
| --------------------------------------------------- | --------------------------------------------------- | --------------------------------------------------- | --------------------------------------------------- | --------------------------------------------------- | --------------------------------------------------- |
| 1.                                                  | 28 april 2004                                       | Denemarken - Schotland                              | 1 – 0                                               | Vriendschappelijk                                   | 0                                                   |
| 2.                                                  | 27 mei 2004                                         | Estland - Schotland                                 | 0 – 1                                               | Vriendschappelijk                                   | 0                                                   |
| 3.                                                  | 30 mei 2004                                         | Schotland - Trinidad en Tobago                      | 4 – 1                                               | Vriendschappelijk                                   | 0                                                   |
| 4.                                                  | 3 september 2004                                    | Spanje - Schotland                                  | 1 – 1                                               | Vriendschappelijk                                   | 0                                                   |
| 5.                                                  | 9 september 2004                                    | Schotland - Slovenië                                | 0 – 0                                               | Kwalificatie WK 2006                                | 0                                                   |